# Angelo Celsi
Angelo Celsi (Roma, 1600 – Roma, 6 novembre 1671) è stato un cardinale italiano.

## Biografia
Laureato in utroque iure, uditore di Rota e referendario della Segnatura Apostolica, fu segretario e consultore di numerose congregazioni della Curia Romana.
Nel concistoro del 14 gennaio 1664, papa Alessandro VII lo creò cardinale diacono di San Giorgio in Velabro (nel 1668 gli venne assegnata la diaconia di Sant'Angelo in Peschiera): dal 1664 al 1671 fu prefetto della Sacra Congregazione del Concilio.